# سيستروم ايليجانس
سيستروم ايليجانس (الاسم العلمي: Cestrum elegans) تعيش هذه الشجيرة في المناطق الاستوائية من أمريكا تحديدًا المكسيك وفي بعض المناطق من بريطانيا. يصل طول السسترم إلى 3 م، أما شكلها فهي تعد من النباتات التي تنتج الأزهار الأنبوبية الحمراء ذات رائحة جميلة، وأوراقها شريطية قاسية، ولها ثمار حسلية بنفسجية تساهم في جذب الطيور، ولا تتأثر بدرجات الحرارة المرتفعة بشكل كبير، إلا إنها تعد من النباتات السامة.

## طرق العناية بنبات السسترم
- يجب أن تكون التربة رطبة.
- تسميد التربة بشكل جيد.
- تنمو في الأماكن شبه المشمسة.
- تقليم النبات مرة في السنة في وقت السكون.
- تتحمل درجة الحرارة إلى 9 مئوية.
- يجب أن لا تتعرض للرياح.
- الري بشكل دوري في فصل الصيف وتقليله في فصل الشتاء.

## المشاكل التي يتعرض لها نبات السسترم
- تؤثر التربة الحامضية على نبات السسترم مما تجعل أوراقها ملتفة.
- قد تؤثر أشعة الشمس على إصفرار الأوراق.
- قد يؤثر الجو شديد البرودة والممتدة لفترة طويلة على أوراقها.[2][3]